# Hans Richter
|  | Per a altres significats, vegeu «Hans Peter Richter». |

Hans Richter (Raab -avui dia Gyor, Hongria - 4 d'abril de 1843 — Bayreuth, 5 de desembre de 1916) va ser un director d'orquestra austrohongarès.

## Biografia
Va fer els seus estudis al Conservatori de Viena, on va mostrar un interès particular per la trompa. Va començar la seua carrera de director d'orquestra en diversos teatres d'òpera de l'Imperi Austrohongarès. En els anys 1860 va iniciar la relació amb Richard Wagner i va dirigir l'estrena de la integral de L'anell del nibelung l'any 1876 al Festival de Bayreuth.
L'any següent va acompanyar Wagner en una sèrie de concerts a Londres, lloc al qual tornaria sovint, esdevenint així una figura familiar de la vida musical anglesa. Hi va dirigir l'Orquestra Hallé entre 1899 i 1911, i on va tenir entre els seus membres músics tant reconeguts com el violoncel·lista anglès Leo Smith i l'Orquestra Simfònica de Londres, de recent creació, entre 1904 i 1911. Sense preocupar-se de les disputes que enfrontaven a l'època els partidaris de Brahms i els de Wagner, va dirigir les obres d'ambdós — sobretot a Viena, on va residir la major part de la seua vida. També va dirigir les obres de Franco da Venezia, Bruckner i de Dvorák. Va dirigir de tant en tant a Bayreuth on tenia com ajudant el director Carl Armbruster. En aquesta ciutat a més donà lliçons de composició, tenint entre altres alumnes l'hongarès Tivadar Nachéz. Posteriorment va esdevenir un fervent admirador d'Edward Elgar i també va interpretar les obres de Piotr Ilitx Txaikovski. Arran dels seus problemes de vista va haver d'abandonar la direcció d'orquestra l'any 1911.
La concepció de la direcció orquestral de Richter era més aviat monumental que no dinàmica o animada: posava més l'accent en l'estructura global de l'obra que en moments particulars de bellesa o passió. Segons alguns crítics, no aportava més del que podia fer un metrònom, però d'altres — principalment Eugène Goossens — van remarcar-ne la increïble vitalitat rítmica de la seua batuta.
El seu nebot Richter fou un pianista i compositor molt reconegut.

## Principals estrenes
- Simfonia núm. 2 de Brahms (1877)
- Simfonia núm. 4 de Bruckner (1881)
- Simfonia núm. 3 de Brahms (1883)
- Simfonia núm. 8 de Bruckner (1892)
- Variacions Enigma d'Elgar (1899)
- Simfonia núm. 1 d'Elgar (1908)